# Roald Amundsen
Roald Engelbregt Graving Amundsen (općina Borge, danas Fredrikstad u Østfoldu, 16. srpnja 1872. – nestao, vjerojatno 18. lipnja 1928.), norveški istraživač polarnih predjela. Nadahnut ekspedicijom Fridtjofa Nansena na Grenland 1888. godine odlučio je svoj život posvetiti istraživanju. Godine 1910. – 1912. vodio je antarktičku ekspediciju na brodu Fram koja je prva stigla do Južnog pola, natječući se sa suparničkom britanskom skupinom koju je vodio Robert Scott.

## Djetinjstvo i mladost
Rođen je nedaleko Fredrikstada kao najmlađe dijete imućnih roditelja Jensa Amundsena i Gustave Sahlquists. Otac mu se obogatio trgujući robljem između Kine i Centralne Amerike. Prvo dijete su dobili još dok su živjeli u Kini a onda sele 50-ak km južnije od Christianie, današnjeg Osla, i tu dobivaju još dva sina i kćerku, prije nego što je Roald rođen. Otac mu je preminuo kada je imao 14 godina i njegova tri starija brata, po ugledu na oca, postaju mornari. Na majčin zahtjev započinje studij medicine, ali kad je imao 21 godinu majka mu umire a on napušta studij i odlučuje posvetiti svoj život polarnim istraživanjima, inspiriran grenlandskom ekspedicijom Fridtjofa Nansena. Morsko iskustvo stekao je na brodu koji je lovio tuljane. Dozvolu upravljanja brodom dobiva 1905. usporedo s nabavom broda Fram. Iako se nikad nije ženio, usvojio je dvije Eskimke, Camillu i Kakonittu, tijekom jedne ekspedicije u Sibiru. Privatni život je pokušavao držati podalje od očiju javnosti, tako da su povjesničari tek poslije njegove smrti objavili s kojim ženama je Amundsen imao romanse. Zadnja od njih je bila s udovicom s Aljaske, Bess Magdis, ali tu vezu nisi pretvorili u brak jer je u međuvremenu Amundsen nastradao.
Kuću Uranienborg gdje je živio kupuje 1908. i tu je planirao sve svoje ekspedicije i u toj kući je živio do kraja svog života. Danas ta kuća služi kao muzej. Nekoliko puta je bio nagrađivan ordenima, kako norveškim tako i inozemnim.

## Ekspedicija Belgica
Saznavši da belgijski istraživač Adrien de Gerlache ima planove otploviti prema Antarktici brodom Belgica, kako bi došao do magnetnog Južnog pola, pokušava mu se pridružiti. Dobiva volontersko mjesto i ekspedicija kreće na put 16. kolovoza 1897. To je bila prva ekspedicija koja je provela zimu na Antarktici i čak iako to nije bilo planirano brod Belgica je bio zamrznut u ledu u blizini Aleksandrovog otoka, najvećeg otoka Antarktike. Amundsen je to iskoristio preduzevši nekoliko kratkih putovanja od po nekoliko dana što će mu kasnije koristiti pri drugim ekspedicijama. U međuvremenu je obolio od skorbuta, ali je njega i posadu spasio brodski liječnik, amerikanac Frederick Cook, koji je lovio životinje i servirao posadi svježe meso. Bila je to Amudsenu važna poduka za buduća putovanja. Amundsen nije bio u dobrim odnosima s Gerlachem, koji je smatrao da samo Belgijanci mogli upravljati ekspedicijom i ovo je bio jedini put da on nije bio vođa ekspedicije. Pri povratku u Belgiju, biva nagrađen belgijskim Leopold-ordenom. Poslije toga počinje pripremati svoju ekspediciju koju je proveo s brodom Gjøa.

## Ekspedicija Sjeverozapadni prolaz
Prva ekspedicija koju je Amundsen osobno vodio odigrala se 1903. kada je s brodom Gjøa želio proći Sjeverozapadnim prolazom između Atlantika i Tihog Oceana. Tijekom putovanja prošao je kroz zaljev Buffin, pa kanalom Parry u Beaufortovo more. Putovao je između otoka kralja Williama i poluotoka Boothia, prolazom Jamesa Rossa, dalje prolazom Rae, pa zatim između otoka kralja Williama i poluotoka Adelaide, prolazom Simpsona. Dvije zime je proveo na otoku kralja Williama, na mjestu gdje se danas nalazi jednino naslje na toku, Gjoa Haven 
Putovanje je trajalo dvije godine i tijekom putovanja posada i Amundsen su proučavali tehniku preživljavanja u polarnim područjima studirajući domorodce i njihov način ishrane, putovanja po ledu i snijegu kao i odjeću koju su nosili. Tako je naučio upravljati sanjkama sa psećom zapregom, nositi krzno umjesto teške vunene odjeće. Posadu 45-tonskog ribarskog broda "Gjøa" su činili Amudsen i još šest članova, a brod je bio opremljen malim bezinskim motorom. Kasnije se ekspedicija uputila južnije prema Otoku Victoria ali ostaje zarobljena u ledu. To vrijeme Amundsen koristi kako bi se kopnom uputio prema Eagle Cityju, nekih 800 km dalje, odakle je mogao poslati telegram i obavjestiti javnost o ishodu ekspedicije. Ekspedicija završava 1906. a Amundsen i posada su u rodnoj Norveškoj dočekani kao nacionalni junaci. Godinu dana prije je naime Norveška postala neovisna država i ovo je puno značilo nacionalnom ponosu. Amundsenu je dodijeljen orden Sankt Olava.
Posada se vratila u Oslo u studenom 1906., dok se brod "Gjøa" vratio u Norvešku tek 1972. i nalazi se ispred muzeja "Fram Museum" u Oslu.

## Ekspedicija do Južnog pola
Amundsen je pripremao ekspediciju želeći biti prva osoba koja će stići na Sjeverni pol, ali mijenja planove čuvši kako je u međuvremenu Robert Edwin Peary već to napravio. Prekida pripreme za osvajanje Sjevernog pola i s brodom Fram upućuje se ka Južnom polu. Znao je za želju Roberta Falcona Scotta, britanskog oficira da dođe do Južnog pola kao prva osoba.
Pripremio se je za put, ali namjere nije otkrio niti engleskim niti norveškim vlastima. Isplovio je iz Norveške prema jugu 3. lipnja 1910. Na portugalskom otoku Madeira je Amundsen obavijestio posadu da putuju na Antarktiku i poslao telegram Scottu. Šalje mu telegram s porukom da će on također pokušati doći do Južnog pola i tada počinje natjecanje između njih dvojice i njihovih posada za ostvarenjem ovoga čina. Amundsenov brod je pristao na Antarktiku, 14. siječnja 1911. gdje pravi logor Framheim, koji je bio 111 km bliže polu nego Scottov. Ipak trasa kojom je Scott mislio ići ka Južnom polu bila je bolje istražena jer se koristio opisima Ernest Shackletonovim prijašnjih putovanja. Amundsenova zadatak je bio naći jednu novu stazu kroz Transantartička brda. Njegova posada je tijekom nekoliko mjeseci priprema, pripremila dovoljno namirnica za putovanje i poboljšala svoju opremu.
Prvi pokušaj dolaska do južna pola započeo je 8. rujna 1911. Zajedno s tri člana (Hjalmar Johansen, Kristian Prestrud, Jørgen Stubberud) zbog ekstremnih temperatura vratio se u kamp, nakon čega je došlo do sukoba među posadom. 
Drugi pokušaj ekipe koju su sačinjavali Amundsen i njegova četvorica pomoćnika (Olav Bjaaland, Helmer Hanssen, Sverre Hassel, Oscar Wisting), započinje 20. listopada 1911. saonicama koje su psi vukli. Put su započeli s četiri saonice i 52 psa. Na Južni pol su došli 14. prosinca 1911. Na polu su došli sa 16 pasa. Osnovali su kamp "Polheim". Pri povratku na polu su ostavili mali šator i pismo kao dokaz uspjeha u slučaju da se ne vrate u kamp "Framheim". U "Framheim" su stigli 25. siječnja 1912. Javno su obznanili svoj uspjeh 7. ožujka 1912. pri dolasku u grad Hobart u Australiji. Na pol su stigli pet tjedana prije Scotta. Scott je umro pri povratku.

## Kasnija putovanja
Tijekom Prvog svjetskog rata Amundsen je bio čak i politički aktivan. Kritizirao je javno napade njemačkih podmornica i vratio je orden koji je prije toga dobio od njemačkog cara.
U periodu između 1918. i 1925. putovao je s brodom Maud od Atlantika do Tihog Oceana sjeverno od Skandinavije i Rusije kroz sjevernoistočni prolaz.
Tijekom putovanja doživljava nekoliko nesreća. U rujnu 1918. slomio je lijevu ramenu kost, 8. studenog ga je napao polarni medvjed a u prosincu je pri naučnim istraživanjima bio zatrovan ugljikovim monoksidom. Do Sjevernog pola pokušava stići zrakoplovom 1925. ali je bio bezuspješan. Dva zrakoplova tipa Dornier Do J, spustila su se na širini 87° 44′ sjeverno, udaljeno nekoliko kilometara jedan od drugoga, bez radio veze. Jedan zrakoplov je bio oštećen, dok su za drugoga tri tjedna gradili stazu u snijegu po kojoj bi mogao poletjeti kući. Čudesno su uspjeli poletjeti, te se svi vratili kući nakon što su ih smatrali izgubljenim zauvijek.
Godinu poslije, zajedno s talijanskim istraživačem Umbertom Nobile, pokušava cepelinom "Norge" (norv. "Norveška) i njihovom posadom doći do Sjevernog pola. To im je i uspjelo 12. svibnja i Amundsen je zajedno s Oscar Wistingom, članom svoje posade, na taj način bio prva osoba koja je bila na oba pola.
Kasnije dolazi do razlaza između Nobila i Amundsena jer je Nobile otvoreno podržavao fašizam no ipak kada je čuo da je Nobile nastradao sa svojom posadom tijekom preletanja Sjevernog pola cepelinom Italia, upućuje se u potragu. Smatra se da je zrakoplov u kom je bio Amundsen pao u blizini otoka Björnöna, međutim nije nikada pronađen. Nobile je kasnije pronađen i spašen od jedne druge ekspedicije.

## Počasni nazivi
Američka istraživačka polarna stanica osnovana na Južnom polu 1956. nazvana je Amundsen-Scottovom stanicom. Osim toga more zapadno od Antarktičkog poluotoka dobilo je ime Amundsenovo more. Na Antarktici nalazi se i planina Amudsen, Amudsenov ledenjak, dok Amudsenov zaljev nalazimo i na Antarktici i u Arktičkom oceanu. Krater na južnom polu Mjeseca i jedan od dva minijaturna robota koja su ulazila u NASAin program Deep Space 2 nose Amundsenovo ime kao i muzej u gradu Fredrikstadu, u kojem je rođen.